# Empis achelota
Empis achelota är en tvåvingeart som beskrevs av Collin 1941. Empis achelota ingår i släktet Empis och familjen dansflugor. Inga underarter finns listade i Catalogue of Life.